# Rosalia ogurai
Rosalia ogurai là một loài bọ cánh cứng trong họ Cerambycidae.